# Mesochorus quercus
Mesochorus quercus är en stekelart som beskrevs av Schwenke 2004. Mesochorus quercus ingår i släktet Mesochorus och familjen brokparasitsteklar. Inga underarter finns listade i Catalogue of Life.